# Hörgársveit
Hörgársveit is een gemeente in het noorden van IJsland in de regio Norðurland eystra. De gemeente ligt aan de westoever van het Eyjafjörður en omvat daarnaast ook de dalen Öxnadalur en Hörgardalur. Het heeft 606 inwoners (in 2009) en een oppervlakte van 894 km². 
De gemeente  Hörgárbyggð ontstond op 1 januari 2001 door het samenvoegen van de gemeentes Skriðuhreppur, Öxnadalshreppur en Glæsibæjarhreppur. Op 8 oktober 2005 werd via een referendum aansluiting bij de gemeente Akureyrarkaupstaður afgewezen, maar in mei 2006 koos de bevolking in meerderheid voor een samenvoeging van de gemeente met de gemeente Arnarneshreppur.
De gemeente Hörgársveit ontstond op 12 juli 2010.

## Geboren in Hörgársveit
- Jónas Hallgrímsson, dichter en natuurwetenschapper

Akureyrarkaupstaður · Norðurþing · Fjallabyggð · Dalvíkurbyggð · Eyjafjarðarsveit · Hörgársveit · Svalbarðsstrandarhreppur · Grýtubakkahreppur · Skútustaðahreppur · Tjörneshreppur · Þingeyjarsveit · Svalbarðshreppur · Langanesbyggð